# غاريث سيريل وليامز
غاريث سيريل وليامز (بالإنجليزية: Gareth Cyril Williams)‏ (30 أكتوبر 1941 المملكة المتحدة - 4 يونيو 2018) هو لاعب كرة قدم بريطاني سابق كان يلعب كلاعب وسط.

## مسيرته

### مسيرته مع الأندية
- 1961 - 1967 لعب مع كارديف سيتي 161 مباراة سجل خلالها 14 هدف.
- 1967 - 1971 لعب مع بولتون واندررز 109 مباراة سجل خلالها 11 هدف.
- 1971 - 1973 لعب مع نادي بوري 42 مباراة سجل خلالها 4 أهداف.